# Macrotyloma uniflorum
Macrotyloma uniflorum ist eine Pflanzenart aus der Gattung Macrotyloma in der Unterfamilie der Schmetterlingsblütler (Faboideae) innerhalb der Familie der Hülsenfrüchtler (Fabaceae). Sie wird seit einigen Jahrhunderten im südlichen Indien genutzt, hat aber mittlerweile Verbreitung in subtropischen Teilen der Welt gefunden.
Die Art wird auf Deutsch gelegentlich Pferdebohne genannt, in Übersetzung des englischen Trivialnamens Horsegram, und ist dann nicht mit der oft ebenso genannten Ackerbohne zu verwechseln. Diese Nutzpflanze ist nahe verwandt mit einer Reihe von anderen als Bohnen bezeichneten Feldfrüchte, insbesondere der Erdbohne. Die Pferdebohne wird als Zwischenfrucht, als Gründünger und Viehfutter angebaut und für den menschlichen Konsum ähnlich wie andere Hülsenfrüchte für Dal verwendet oder als Sprossen verzehrt.

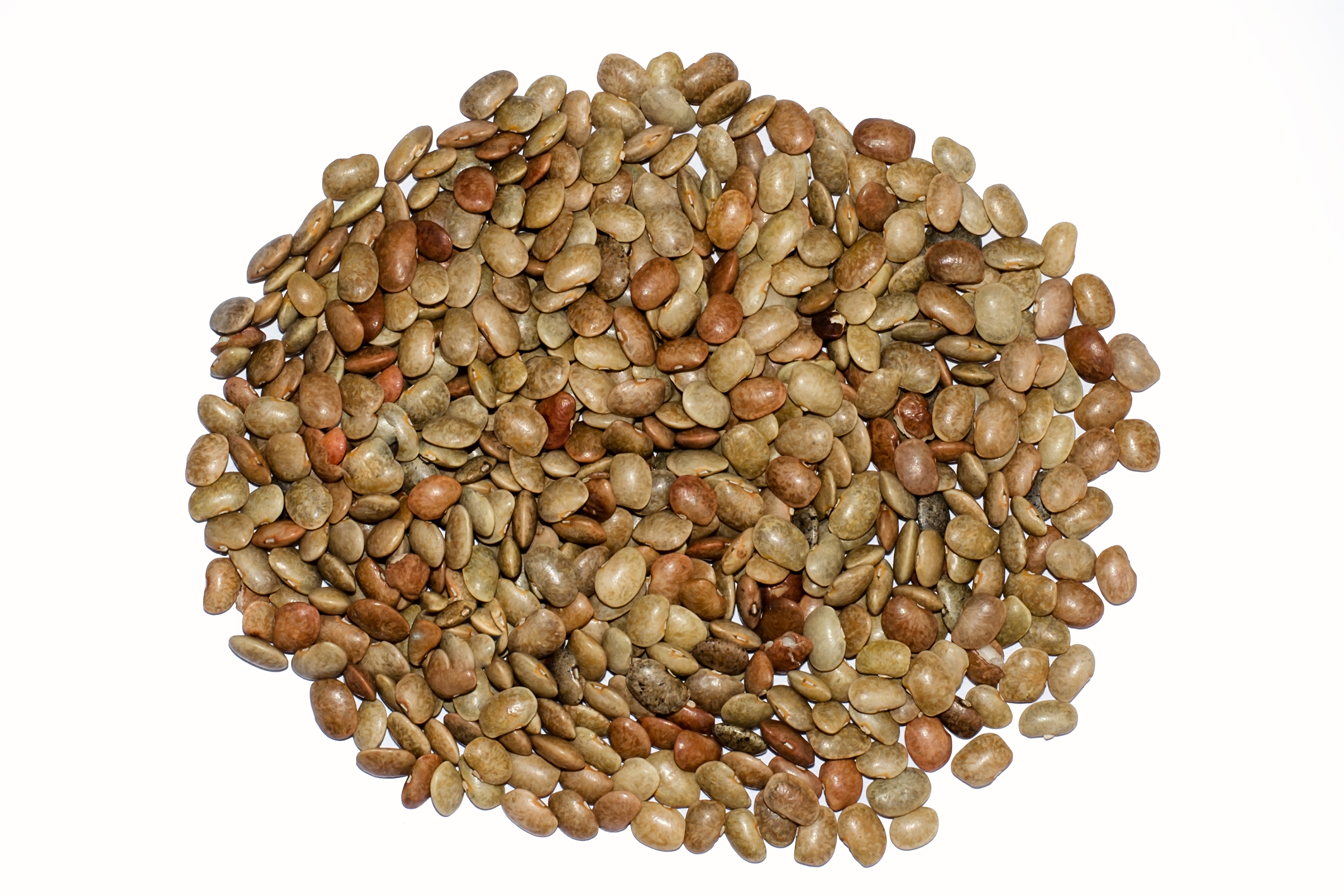
Samen von Macrotyloma uniflorum

## Beschreibung
Macrotyloma uniflorum wächst als windende oder halbaufrechte, einjährige bis ausdauernde, trockenheitsresistente, krautige Pflanze und erreicht je nach Standort Wuchshöhen von 30 bis 90 Zentimetern. 
Die wechselständigen Laubblätter sind gestielt und dreizählig. Der Blattstiel ist etwa 1–6,5 Zentimeter lang. Die drei eiförmigen bis verkehrt-eiförmigen, ganzrandigen Blättchen sind an ihrer Basis gerundet, meist 3,5 bis 5 (2,5 bis 7,5) cm lang und 2 bis 4 cm breit. An der Spitze sind sie abgerundet bis spitz oder bespitzt. Das Endblättchen ist symmetrisch sowie etwas gestielt und die seitlichen Blättchen sind asymmetrisch und sehr kurz gestielt. Ober- und Unterseite der Blättchen sind mehr oder weniger behaart. Die Nebenblätter sind 7 bis 10 mm lang.
In den Blattachseln stehen die Blüten einzeln oder zu zweit bis etwa zu viert in mehr oder weniger sitzenden, kurzen, traubigen Blütenständen. Die zwittrigen, kurz gestielten Schmetterlingsblüten sind zygomorph und fünfzählig. Die fünf wollig behaart, grünen Kelchblätter sind verwachsen; die Kelchröhre ist 3 mm lang, die spitzen Kelchzähne sind 3 mm lang, wobei das obere Paar vollkommen verwachsen ist. Die fünf Kronblätter sind weißlich bis grünlich-gelb Die 9 bis 12 mm lange und 5 bis 7 mm breite, verkehrt-eiförmige Fahne besitzt zwei etwa 5 mm lange Anhängsel. Die zwei Flügel und das Schiffchen sind mit 8 bis 10 mm etwa gleich lang.
Der gestielte, einkammerige Fruchtknoten ist oberständig. Neun Staubblätter sind verwachsen, eines ist frei.
Die längliche, kahle bis wollig behaarte, leicht gebogene, 3 bis 8 Zentimeter lange und etwa 4–8 Millimeter breite Hülsenfrucht endet in einer etwa 4–7 Millimeter langen Schnabelspitze und enthält 5 bis 10 Samen. Die eiförmigen bis elliptischen, abgeflachten Samen sind meist 3 bis 6, selten bis zu 8 Millimeter lang, 3 bis 5 Millimeter breit und ihre Farben reichen von beige bis bräunlich oder rotbraun bis schwarz, manchmal mit Flecken. Das Hilum ist zentral, es kann ein minutiöser Arillus vorkommen. Die Tausendkornmasse beträgt zwischen 30 und 50 Gramm.
Die Chromosomenzahl beträgt 2n = 22 oder 20.

## Vorkommen
Das heutige Verbreitungsgebiet ist sehr groß: in Afrika: Angola, Botswana, Demokratische Republik Kongo (Zaire), Äthiopien, Kenia, Mosambik, Namibia, Ruanda, Somalia, Südafrika (Transvaal), Sudan, Tansania, Uganda und Simbabwe; in Asien: Bhutan, China, Indien, Indonesien (Java), Nepal, Pakistan, die Philippinen, Sri Lanka und Taiwan; auch in Australien.
In den Gebieten der afrikanischen Aufsammlungen betragen die jährlichen Niederschlagsmengen 450 bis 750 mm und bei den indischen Aufsammlungen 600 bis 2200 mm, insgesamt hauptsächlich 550 bis 1000 mm, meist mit einer hohen Dominanz von Sommerregen. In den Anbaugebieten kann der Jahresniederschlag minimal 300 mm betragen. Blattkrankheiten können ein Problem in Gebieten mit hohen Niederschlagsmengen sein. Sie sind sehr trockenheitstolerant, aber sie tolerieren keine Überflutungen und vertragen Staunässe schlecht. 
Beim Anbau gibt es auch keine hohen Ansprüche an die Bodenbeschaffenheit. Der Anbau kann erfolgen wenn Durchschnittstemperatur zwischen 20 und 30 °C vorliegt. Bei genügend hohen Mindesttemperaturen findet ein Anbau bis in Höhenlagen von 1800 Meter statt.

## Systematik
Die Erstveröffentlichung erfolgte 1786 als Dolichos uniflorus Lam. durch Jean-Baptiste de Lamarck in Encyclopédie Méthodique. Botanique ... Paris, Band 2, Seite 299. Der aktuell gültige Name Macrotyloma uniflorum (Lam.) Verdc. wurde 1970 von Bernard Verdcourt in Kew Bulletin, Band 24, Seite 322, 401 veröffentlicht.
Innerhalb der Art Macrotyloma uniflorum (Lam.) Verdc. gibt es vier Varietäten:
- Macrotyloma uniflorum var. benadirianum (Chiov.) Verdc. (Syn.: Dolichos benadirianus Chiov.)
- Macrotyloma uniflorum var. stenocarpum (Brenan) Verdc.
- Macrotyloma uniflorum (Lam.) Verdc. var. uniflorum (Syn.: Dolichos uniflorus Lam.,  Dolichos biflorus auct. non L.)
- Macrotyloma uniflorum var. verrucosum Verdc. (Syn.:  Dolichos uniflorus Lam. var. stenocarpus Brenan)